# Hóp Cẩm Xuyên
Hóp Cẩm Xuyên (danh pháp: Bambusa piscatorum) là một loài thực vật có hoa trong họ Hòa thảo. Loài này được McClure mô tả khoa học đầu tiên năm 1940.